# بايرون فرانكلين
بايرون فرانكلين (بالإنجليزية: Byron Franklin)‏ هو لاعب كرة قدم أمريكية أمريكي، ولد في 3 سبتمبر 1958 في فلورنس في الولايات المتحدة.

## وصلات خارجية
- بايرون فرانكلين على موقع مرجع كرة القدم المحترفة.كوم (الإنجليزية)